# Hypanua xylina
Hypanua xylina är en fjärilsart som beskrevs av William Lucas Distant 1898. Hypanua xylina ingår i släktet Hypanua och familjen nattflyn. Inga underarter finns listade i Catalogue of Life.